# シュパイヒャースドルフ
シュパイヒャースドルフ (ドイツ語: Speichersdorf) は、ドイツ連邦共和国バイエルン州バイロイト郡（オーバーフランケン行政管区）に属す町村（以下、本項では便宜上「町」と記述する）。

## 地理

### 位置
シュパイヒャースドルフは、フィヒテル山地の麓に位置する。

### 自治体の構成
この町は、公式には31の地区 (Ort) からなる。このうち小集落や孤立農場などを除く集落を以下に列記する。
| - ブリューデレス - フランケンベルク - ゲプマンスビュール・アム・バッハ - ゲプマンスビュール・アム・ベルク - グッテンタウ - ハイデナープ - キルヒェンライバッハ - コドリッツ | - ナイリッツ - プレッセン - ラムレスロイト - ゼルビッツ - シュパイヒャースドルフ - ヴィンディシェンライバッハ - ヴィルベンツ - ツォイレンロイト |

## 歴史
この自治体の領域は、その全域が、1792年にプロイセン領となったブランデンブルク＝バイロイト辺境伯領のノイシュタット・アン・デア・クルム・アムトに属していた。リンデンフェルスの領主が、廷臣として、この地での下位の裁判権を保持していた。プロイセン＝バイエルン間の主要国協定（1802/1803）により、シュパイヒャースドルフはバイエルン領となった。
鉄道の町としてのシュパイヒャースドルフの発展は、1862年の鉄道建設により始まった。1世紀にわたり、鉄道は、シュパイヒャースドルフの命運にとって決定的なファクターであった。ドイツ鉄道の徹底的な合理化方針により、キルヒェンライバッハ駅は、ここ数年間でかつての重要性を失った。工業化がなされた(Rosenthal AG)にもかかわらず、この町は主に住宅地となり外で働くベッドタウン化が進んでいる。

## 行政

### 首長
- 1969 - 1978 ヴェルナー・ポルシュ (FDP)
- 1978 - 1995 フランツ・シェルム (CSU) 1995年没
- 1996 - 2020 マンフレート・ポルシュ (UBV)
- 2020 - クリスティアン・ポルシュ (UBV)

### 議会
議会は23議席からなる。

## 文化と見所
- ゲプマンスビュール城
- タウリッツミューレ（1900年頃に建造された水車。1970年に完全に焼失したが、1978年に再建された。現在は旅館として利用されている。）
- 鉄道博物館 "La Statione"

## 経済と社会資本

### 交通
シュパイヒャースドルフは、連邦道B22沿いに位置する。この道路は、陶磁器街道の一部となっている。ニュルンベルク - マルクトレドヴィッツ線とバイロイト - ヴァイデン・イン・デア・オーバープファルツ線とが交差するキルヒェンライバッハは、シュパイヒャースドルフ内に位置する。さらにシュパイヒャースドルフにはスポーツ飛行用の飛行場もある。

### 地元企業
- Rosenthal Porzellan AG
- Richter Messwerkzeuge
- Rumsauer Gartengeräte und Fahrräder

## 出身者
- マンフレート・シュトレーセンロイター (Manfred Strößenreuther, ? - 1986) 曲芸飛行士
- ヴェルナー・ポルシュ (Werner Porsch, 1915 - 2004) FDP-連邦議会議員 (1967-69)、首長

## 引用
1. ↑  https://www.statistikdaten.bayern.de/genesis/online?operation=result&code=12411-003r&leerzeilen=false&language=de Genesis-Online-Datenbank des Bayerischen Landesamtes für Statistik Tabelle 12411-003r Fortschreibung des Bevölkerungsstandes: Gemeinden, Stichtag (Einwohnerzahlen auf Grundlage des Zensus 2011)
2. ↑  Bayerische Landesbibliothek Online